# Санкино (Чувашия)
Са́нкино (чув. Сӗнтӗкҫырми) — деревня в Красночетайском районе Чувашской Республики. Входит в состав Хозанкинского сельского поселения.

## География
Находится в северо-западной части Чувашии на расстоянии приблизительно 9 км на восток-северо-восток от районного центра села Красные Четаи в верховьях речки Хоршеваш.

## История
Известна с 1869 года как околоток села Хоршеваши, где проживал 331 человек. В 1897 году было учтено 96 дворов и 576 жителей, в 1926—178 дворов и 863 жителя, в 1939—862 жителя, в 1979—572. В 2002 году было 173 двора, в 2010—120 домохозяйств. В 1930 году был образован колхоз «Трактор», в 2010 действовало ООО «Асамат».

## Население
Постоянное население составляло 432 человека (чуваши 100 %) в 2002 году, 307 в 2010.

## Люди
- Степанов, Пётр Петрович — первый премьер-министр ПМР